# Wehrhaus (Kulmbach)
Wehrhaus (oberfränkisch: Weahaus) ist ein Gemeindeteil der Großen Kreisstadt Kulmbach im Landkreis Kulmbach (Oberfranken, Bayern). Wehrhaus liegt in einer Exklave der Gemarkung Lösau.

## Geografie
Die Einöde liegt am Froschbach, einem rechten Zufluss der Dobrach, südlich vom Ebenberg (476 m ü. NHN), der sich im Waldgebiet Ziegelhüttener Forst erhebt. Eine Gemeindeverbindungsstraße führt nach Unterdornlach (1,3 km nordwestlich) bzw. zur Bundesstraße 85 (0,4 km östlich).

## Geschichte
Der Ort hieß ursprünglich Ebenberg, benannt nach der gleichnamigen Anhöhe, die 1398 im Landbuch der Herrschaft Plassenberg erstmals urkundlich erwähnt wurde. Da das Hochplateau des Berges nur einen Durchmesser von 300 Metern hat, ist es fraglich, ob das Bestimmungswort tatsächlich das Adjektiv eben ist. 1692 wurde der Ort erstmals als „Wehr“ bezeichnet. Es gab also dort einen Staudamm (s. Wehr (Wasserbau)). Bis ins 18. Jahrhundert hinein war aber auch die ursprüngliche Bezeichnung gebräuchlich.
Gegen Ende des 18. Jahrhunderts gab es in Wehrhaus 1 Anwesen. Das Hochgericht übte das bayreuthische Stadtvogteiamt Kulmbach aus. Die Grundherrschaft über die Sölde hatte das Kastenamt Kulmbach.
Von 1797 bis 1810 unterstand der Ort dem Justiz- und Kammeramt Kulmbach. Bei der Vergabe des Hausnummern erhielt es die Nr. 8 des Ortes Lösau. Mit dem Gemeindeedikt wurde Wehrhaus dem 1811 gebildeten Steuerdistrikt Kirchleus und der 1812 gebildeten Ruralgemeinde Kirchleus zugewiesen. Infolge des Zweiten Gemeindeedikts (1818) wurde der Ort in die neu gebildete Ruralgemeinde Lösau umgemeindet. Am 1. Januar 1976 wurde Wehrhaus im Zuge der Gebietsreform in Bayern nach Kulmbach eingegliedert.
Am Ostersonntag 2018 zerstörte ein vorsätzlich gelegter Brand ein Nebengebäude in Wehrhaus. Die drei heranwachsenden Verursacher konnten ermittelt werden; zwei von ihnen wurden zu Bewährungsstrafen verurteilt, der Dritte, der Mitglied einer Feuerwehr war, erhielt eine dreieinhalbjährige Haftstrafe.
In der Nacht vom 3. auf den 4. Juni 2023 brannte das als Baudenkmal geschützte Hauptgebäude, das letzte verbliebene Gebäude des Gemeindeteils, praktisch vollständig nieder. Die Ursache des Brandes ist unklar.

### Baudenkmal
- Haus Nr. 8: Wohnhaus

### Einwohnerentwicklung
| Jahr      | 001819 | 001861 | 001871 | 001885 | 001900 | 001925 | 001950 | 001961 | 001970 | 001987 |
| Einwohner | 10     | 15     | 12     | 8      | 10     | 6      | 5      | 5      | 2      | 0      |
| Häuser    |        |        |        | 1      | 1      | 1      | 1      | 1      |        | 1      |
| Quelle    | [ 14 ] | [ 15 ] | [ 16 ] | [ 17 ] | [ 18 ] | [ 19 ] | [ 20 ] | [ 21 ] | [ 22 ] | [ 1 ]  |

## Religion
Der Ort ist seit der Reformation evangelisch-lutherisch geprägt und nach St. Maria Magdalena (Kirchleus) gepfarrt.